# Maria Gałyńska
Maria Gałyńska (ur. 1902, zm. 1986) – polska nauczycielka z tytułem doktora, działaczka emigracyjna.
Urodziła się w 1902. Od 1947 do 1948 sprawowała stanowisko dyrektora I Liceum Ogólnokształcącego im. Stefana Żeromskiego w Zawierciu.
Pełniła stanowisko ministra w Rządzie Zygmunta Muchniewskiego na uchodźstwie (1970-1972).
3 maja 1972 została odznaczona Krzyżem Komandorskim Orderu Odrodzenia Polski.
Jej mężem był pułkownik i działacz emigracyjny Stefan Gałyński (1896-1970). Oboje zostali pochowani na Cmentarzu South Ealing w Londynie.

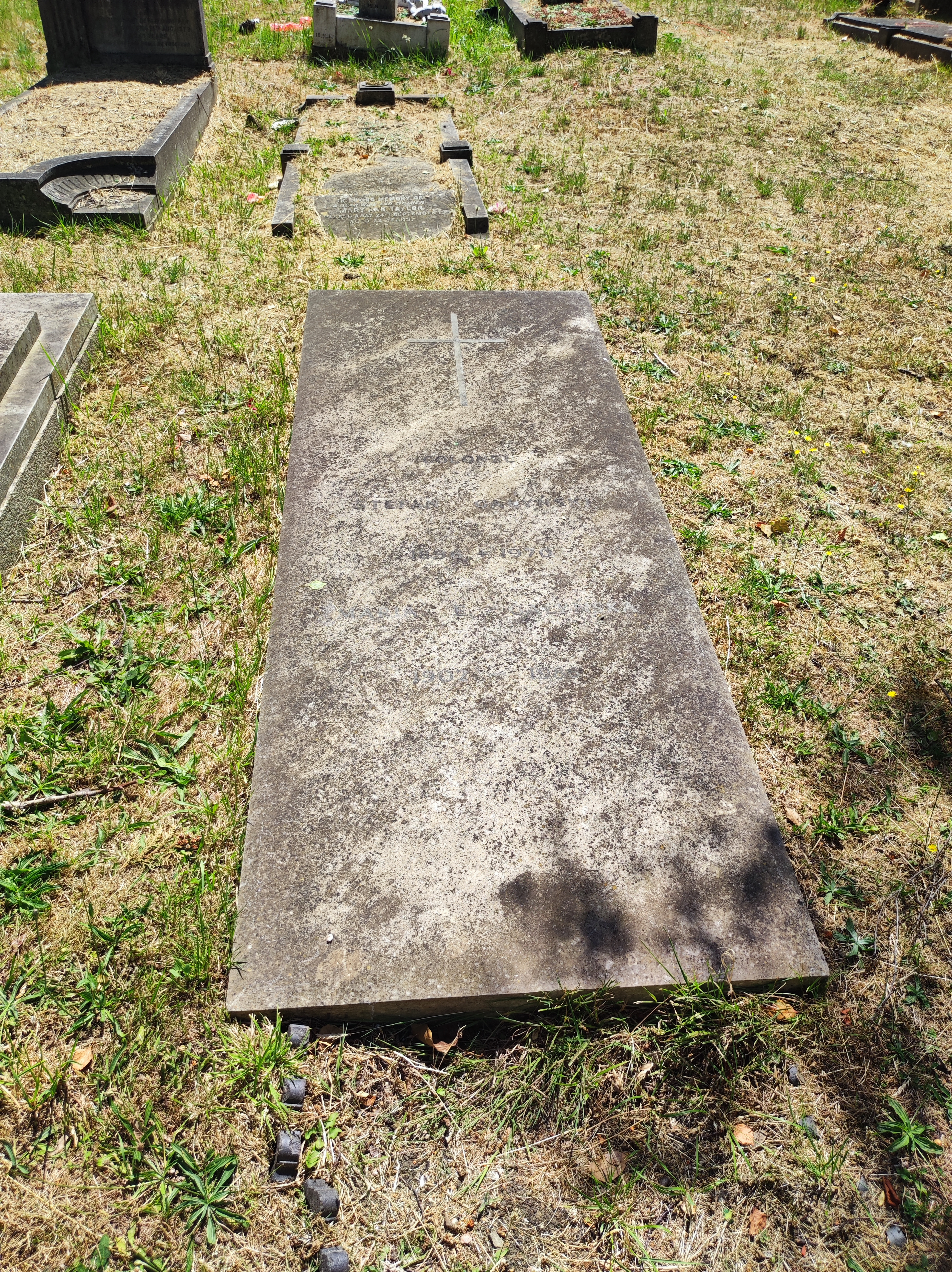
Grób Marii i Stefana Gałyńskich